# 包豪斯設計博物館
包豪斯設計博物館（德語：Bauhaus-Archiv）是位於德國首都柏林的一座博物館，收藏包豪斯學校的藝術品、物品和文件。包豪斯設計博物館成立於1960年，最早位於達姆施塔特。

## 外部連結
- Official archive website （页面存档备份，存于）
- Official audio guide （页面存档备份，存于）

52°30′22″N 13°21′15″E / 52.50611°N 13.35417°E